# Iranian Journal of Fuzzy Systems
Iranian Journal of Fuzzy Systems is een internationaal, aan collegiale toetsing onderworpen wetenschappelijk tijdschrift op het gebied van de fuzzy logic. De naam wordt in literatuurverwijzingen meestal afgekort tot Iran. J. Fuzzy Syst. Het wordt uitgegeven door de University of Sistan and Baluchestan en verschijnt 3 keer per jaar. Het eerste nummer verscheen in 2004.